# Minerales sulfuros
La clase de los minerales sulfuros y sulfosales ―cuya denominación es engañosa, pues los sulfuros solo son una parte de este grupo― es una de las diez en que se clasifican los minerales según el sistema de clasificación de Strunz, asignándole el código 2 a este grupo. Algunos de los minerales de este grupo son extraídos en minería por su utilidad como importante mena de metales.
En esta clase 02 se incluyen los siguientes tipos: minerales sulfuros -con el ion S2--, los seleniuros, telururos, arseniuros, antimoniuros, bismuturos, sulfoarseniuros y otras sulfosales.

## Divisiones
Se consideran 37 familias agrupadas en las 12 divisiones siguientes:

### 02.A - Aleaciones con metaloides
- 2.AA Aleaciones de metaloides con Cu, Ag, Au
- 2.AB Aleaciones de metaloides con Ni
- 2.AC Aleaciones de metaloides con elementos del grupo del platino

### 02.B - Sulfuros con metal, M:S > 1:1 (principalmente 2:1)
- 2.BA Con Cu, Ag, Au
- 2.BB Con Ni
- 2.BC Con Rh, Pd, Pt, etc.
- 2.BD Con Hg, Tl
- 2.BE Con Pb (Bi)

### 02.C - Sulfuros con metal, M:S = 1:1 (y similar)
- 2.CA Con Cu
- 2.CB Con Zn, Fe, Cu, Ag, etc.
- 2.CC Con Ni, Fe, Co, PGE, etc.
- 2.CD Con Sn, Pb, Hg, etc.

### 02.D - Sulfuros con metal, M:S = 3:4 y 2:3
- 2.DA M:S = 3:4
- 2.DB M:S = 2:3
- 2.DC M:S = 1:2

### 02.E - Sulfuros con metal, M:S ≤ 1:2
- 2.EA M:S = 1:2 - Con Cu, Ag, Au
- 2.EB M:S = 1:2 - Con Fe, Co, Ni, grupo del platino, etc.
- 2.EC M:S = 1:>2

### 02.F - Sulfuros de arsénico, álcalis, sulfuros con haluros, óxidos, hidróxido, H2O
- 2.FA Con As, (Sb), S
- 2.FB Con álcalis (sin Cl, etc.)
- 2.FC Con Cl, Br, I (haluros-sulfuros)
- 2.FD Con O, OH, H2O

### 02.H - Sulfosales del arquetipo SnS
- 2.HA Con Cu, Ag, Fe (sin Pb)

Sulfosales de Ag: -Pirargirita S3SbAg3
```
                 -Prousita S3AsAg3
```

- 2.HB Con Cu, Ag, Fe, Sn y Pb
- 2.HC Con Pb solamente
- 2.HD Con Tl
- 2.HE Con álcalis, H2O
- 2.HF Con unidades de los arquetipos SnS y PbS

### 02.J - Sulfosales del arquetipo PbS
- 2.JA Derivados de la Galena con poco o ningún Pb
- 2.JB Derivados de la Galena, con Pb
- 2.JC Derivados de la Galena, con Tl

### 02.K - Sulfarsenatos, Sulfantimonatos
- 2.KA Sulfoarsenatos con tetraedros (As,Sb)S4
- 2.KB Sulfoarsenatos con S adicional

### 02.L - Sulfosales no clasificadas
- 2.LA Sin Pb esencial
- 2.LB Con Pb esencial

### 02.M - Oxisulfosales
- 2.MA Oxisulfosales de álcalis y tierras alcalinas

### 02.X - Sulfuros y sulfosales no clasificados
- 02.XX Desconocidos